# استان چاچوئنگسائو

نقشهٔ تایلند و جایگاه استان چاچوئنگسائو.

استان چاچوئنگسائو یا چاچوئنگ سائو یکی از استانهای کشور تایلند است. مساحت آن ۵۳۵۱ کیلومترمربع می‌باشد. جمعیت این استان در سال ۲۰۰۰ بالغ بر ۶۳۵۰۰۰ نفر برآورد شده‌است.
استان چاچوینگسائواز نظر تقسیمات کشوری بخشی از ناحیه شرق تایلند به حساب می‌آید. مرکز این استان شهر چاچوئنگسائو است.